# کیوگو فوروهاشی
کیوگو فوروهاشی (انگلیسی: Kyogo Furuhashi؛ زادهٔ ۲۰ ژانویهٔ ۱۹۹۵) بازیکن فوتبال اهل ژاپن است.
از باشگاه‌هایی که در آن بازی کرده‌است می‌توان به باشگاه فوتبال ویسل کوبه اشاره کرد.او همچین تک ‌گل تیمش را در مسابقات لیگ قهرمانان آسیا ۲۰۲۰ مقابل سوون سامونگ به ثمر رساند .